# Fritillaria orientalis
Espèce
Classification phylogénétique
Fritillaria orientalis, la fritillaire de Caussols ou fritillaire d'Orient, est une espèce de plante monocotylédone de la famille des Liliaceae et au genre Fritillaria. 
Fleurs solitaires ou par 2 à 3.
Floraison d'avril à mai
Habitat : elle pousse dans les pelouses et broussailles sur les dalles de calcaire karstique.

## Liens externes

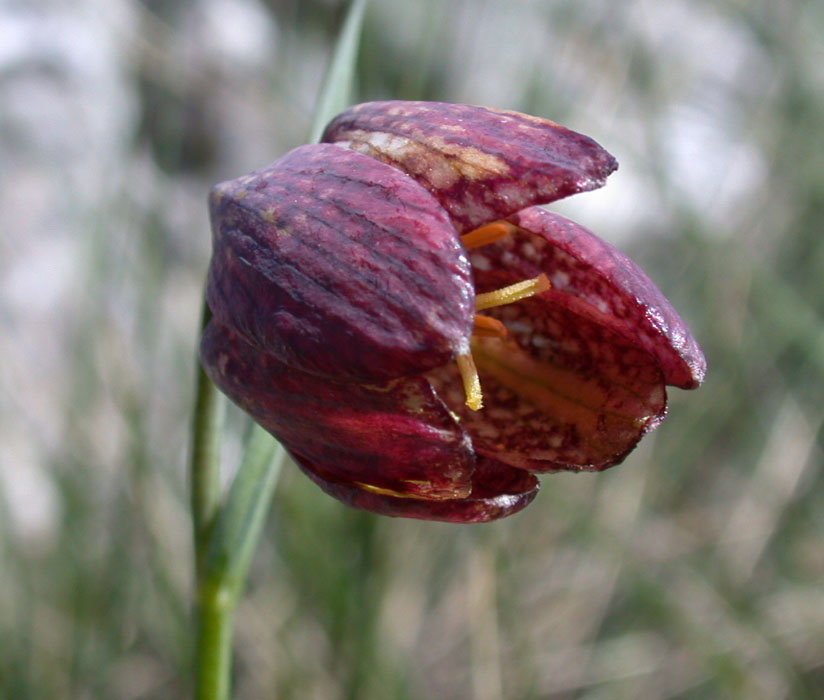
détail des fleurs

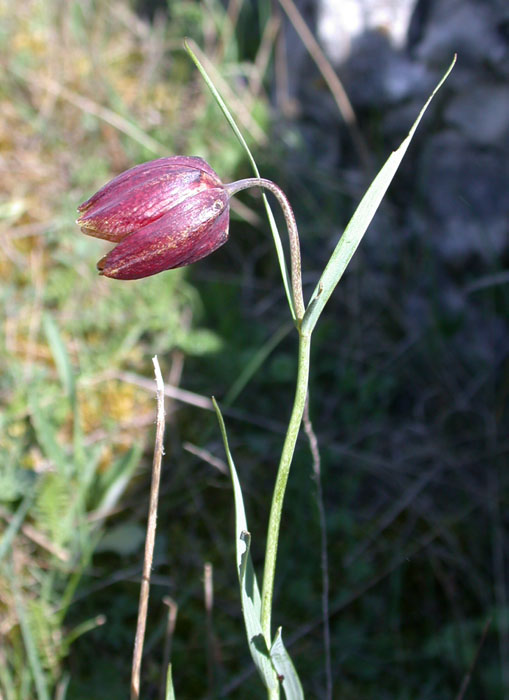
feuilles supérieures par 2 ou verticillées